# Коряк Валерій Володимирович
Валерій Володимирович Коряк (нар. 5 жовтня 1963, Макіївка, Донецька область, Українська РСР) — колишній начальник ГУМВС України в м. Києві, генерал-лейтенант міліції.

## Біографія
В 1982 році закінчив Макіївську автошколу, працював водієм підприємства Макіївського управління з ремонту та експлуатації Донецької області.
У травні 1982 року був призваний на строкову службу до лав Збройних сил.
В 1992 році розпочав службу в органах внутрішніх справ на посаді оперуповноваженого відділення міліції з корисливими злочинами в м. Макіївка.
У 1994 році закінчив Донецький політехнічний інститут, інженер-технолог. У тому ж році став старшим оперуповноваженим відділення Державної служби боротьби з економічною злочинністю Центрально-Міського РВ Макіївського міського управління УМВС України у Донецькій області.
26/03/2010-12/2011 — Начальник УБЕП МВС України
З грудня 2011 по листопад 2012 років очолював Головне управління по боротьбі з організованою злочинністю МВС України.
16 листопада 2012 року наказом Міністра внутрішніх справ України був призначений на посаду начальника ГУМВС України в місті Києві.

## Гучні події
За особистим наказом В. В. Коряка в ніч на 30 листопада 2013 року спецпідрозділи МВС застосували силовий сценарій розгону мітингу на Майдані Незалежності в Києві з надмірним застосуванням сили.
|                                                                                                  | Я прийняв рішення направити «беркут», це рішення було узгоджено керівництвом, враховуючи кількість розрахунків (міліції) на присутніх людей (на Майдані). Питання про мою відставку і відповідальність буде приймати прокуратура і МВС після перевірки... якщо я щось порушив, я буду відповідати. |
| — Начальник ГУ МВС України в м. Києві Валерій Коряк, 30.11.2013, Брифінг для журналістів в Києві | |

1 грудня 2013 року на засіданні колегії МВС щодо подій на Майдані Незалежності у ніч на 30 листопада 2013 року за участю міністра внутрішніх справ Віталія Захарченка, начальник столичної міліції Валерій Коряк заявив про відставку, але його тимчасово відсторонили від виконання службових обов'язків до отримання результатів службової перевірки дій співробітників міліції при розгоні Євромайдану.
| | Я хотів би звернутись до вас, пане міністр, про розгляд мого клопотання про відставку. |
| — відсторонений від обов'язків начальника ГУ МВС України в м. Києві Валерій Коряк, 1.12.2013, Засідання колегії МВС України щодо розгону Євромайдану |                                                                                        |

В суспільстві ця заява була сприйнята як намагання вигородити міністра.
14 грудня 2013 року визнаний (разом з заступником секретаря РНБО Сівковичем та очільником КМДА Поповим) відповідальним за силовий розгін Євромайдану.